# Okręg kosowskopomorawski
Okręg Kosovo-Pomoravlje (serb. Kosovsko-Pomoravski okrug / Косовско-Поморавски округ) – okręg w południowej Serbii, w regionie autonomicznym Kosowo, istniejący w latach 1990–1999.
Okręg dzieli się na 4 gminy:
- Kosovska Kamenica
- Novo Brdo
- Gnjilane
- Vitina